# Cinclosoma marginatum
Cinclosoma marginatum — вид горобцеподібних птахів родини Cinclosomatidae.

## Таксономія
До 2012 року вважався підвидом пішака рудоволого (Cinclosoma castaneothorax).

## Поширення
Ендемік Австралії. Поширений на заході країни. Живе у напівпосушливих скелястих районах з розрідженим кущистим покривом.

## Опис
Птах середнього розміру, завдовжки 21-25 см, вагою до 65 г. Тіло міцної статури з округлою головою, коротким, клиноподібним дзьобом, міцними ногами та довгим хвостом з квадратним кінцем. Схожий на пішака рудоволого, від якого вони відрізняється чорною поперечною смугою на грудях з білими краями.

## Спосіб життя
Наземний птах, літає рідко та неохоче. Активний вдень. Трапляється поодинці або парами, рідше невеликими зграйками. Поживу шукає серед скель і сухої трави на землі. комахами, на яких полює на землі, рідше насінням та ягодами. Сезон розмноження триває з січня по вересень. Моногамні птахи. За рік може бути два виводки. Гніздо будується на землі лише самицею. У кладці 2-3 яйця. Інкубація триває близько двадцяти днів. Піклуються про пташенят обидва батьки. Пташенята стають незалежними приблизно через два місяці після вилуплення.